# Manuel Israel Campos
Manuel Israel Campos (nacido el 12 de enero de 1990 en Chitré, Provincia de Herrera) es un lanzador de béisbol que jugó en las Ligas Menores de Béisbol que también apareció en el roster de Panamá en el Clásico Mundial de Béisbol 2009.

## Carrera

### Seattle Mariners
A los 17 años, Campos fue fichado por los Marineros de Seattle. Ha lanzado para los VSL Mariners desde 2007, con marca de 1-0 con efectividad de 5.75 en 11 juegos en 2007, y 3-3 con efectividad de 3.90 en 19 juegos en 2008.

### Federales Chiriquí
Campos apareció y formó parte del roster de Federales de Chiriquí durante la Serie del Caribe 2021, como Subcampeón de la Liga Panameña de Béisbol Profesional 2019-20.

## Selección nacional
Comenzó 2009 con ellos también, Campos apareció en la plantilla de Panamá, pero en realidad no jugó.En 2017, Campos formó parte del plantel de Panamá durante los Juegos Bolivarianos. Relevó a Davis Romero en el primer partido contra Perú y ponchó a cuatro de los siete bateadores que enfrentó, dio un boleto y no permitió una carrera para cerrar una victoria por blanqueada. Panamá obtendría la Medalla de Plata.

## enlaces externos
- Esta obra contiene una traducción  derivada de «Manuel Campos» de Wikipedia en inglés, publicada por sus editores bajo la Licencia de documentación libre de GNU y la Licencia Creative Commons Atribución-CompartirIgual 4.0 Internacional.
- Manuel Campos en MLB
- Manuel Campos en MLBPTY

- Datos: Q6752471